# Sokołohirśk
Sokołohirśk (ukr. Сокологірськ) – miasto na Ukrainie w obwodzie ługańskim, w Donieckim Zagłębiu Węglowym.
Do 2024 roku miejscowość nosiła nazwę Perwomajsk (ukr. Первомайськ, Perwomajśk).
W mieście znajdują się kopalnie węgla kamiennego, stacja kolejowa Kolei Donieckiej.

## Historia
W 1930 roku zaczęto wydawać gazetę.
Prawa miejskie od 1938 roku.
W 1974 liczyłо 45,4 tys. mieszkańców.
W 1989 liczyłо 51 025 mieszkańców.
W 2013 liczyło 38 435 mieszkańców.
Od 2014 roku pod kontrolą Ługańskiej Republiki Ludowej.